# La muntanya de Sainte-Victoire vista des de Bibémus
La muntanya de Sainte-Victoire, vista des de Bibémus és un quadre del pintor francès Paul Cézanne. Està realitzat en oli sobre llenç. Mesura 65 cm d'alt i 81 cm d'ample. Va ser pintat entre 1898 i 1900. Actualment, es troba en el Museu d'Art de Baltimore, Estats Units.
Aquesta obra pertany al gènere paisatgístic, un dels favorits de Cézanne, al costat del bodegón i el retrat. És, a més, un dels seus temes predilectes: la muntanya de Sainte-Victoire, massís calcari del sud de França, entre els departaments de Boques del Roine i Var. Cézanne, amb els seus quadres, la va fer famosa.
Li va dedicar nombrosos quadres en dues èpoques diferents: de 1882 a 1890 i de 1901 a la seva mort. Aquesta visió des de Bibémus s'emmarca en la segona època.
Cézanne no pretenia una representació estàtica del paisatge. Volia aconseguir la unitat entre el color, la composició, la superfície i la tectònica. A més, buscava donar una base teòrica a les seves experiències i experiments.